# Comuna Nevestino, Kiustendil
Obștina Nevestino (comuna Nevestino) este o unitate administrativă în regiunea Kiustendil din Bulgaria.

## Demografie
Componența etnică a comunei Nevestino
     Bulgari (98,05%)
     Nicio identificare (1,27%)
     Altele (0,81%)
La recensământul din 2011, populația comunei Nevestino era de 2.821 locuitori. Din punct de vedere etnic, majoritatea locuitorilor (98,05%) erau bulgari. Pentru 1,27% din locuitori nu este cunoscută apartenența etnică.